# 脱脱 (萍乡同知)
脱脱（？—1352年），元朝末年官员。
脱脱在江西等处行中书省担任同知萍乡州事，蕲州、黄州的红巾军起事反元。脱脱认为其势必然蔓延，于是纠集义兵勤加训练，作守御的计划。红巾军压境，他全力拒战。红巾军环城急攻，后萍乡城陷，脱脱战死。